# Northern Star (singolo Melanie C)
Northern Star è il secondo singolo estratto dal primo album di Melanie C, Northern Star, pubblicato il 22 novembre 1999 dall'etichetta discografica Virgin.
La canzone è stata scritta dalla stessa Melanie C e da Rick Nowels per l'omonimo album di debutto della cantautrice britannica. È stata prodotta da Marius De Vries ed è stata pubblicata come secondo singolo dell'album il 22 novembre 1999, ottenendo un buon risultato di vendita raggiungendo la quarta posizione della classifica dei singoli britannica.Disco D'argento in Uk (202,000)

## Tracce e formati
UK CD1 / Australian CD
1. "Northern Star" (Single Version) — 4:08
2. "Follow Me" — 4:47
3. "Northern Star" (Full Version) — 5:31
4. "Northern Star" (Music Video)

UK CD2
1. "Northern Star" (Single Version) — 4:08
2. "Northern Star" (Acoustic Version) — 2:53
3. "Something's Gonna Happen" — 3:59

UK Cassette
1. "Northern Star" (Single Version) — 4:08
2. "Follow Me" — 4:47
3. "Northern Star" (Full Version) — 5:31

## Classifiche
| Paese             | Posizione massima |
| ----------------- | ----------------- |
| Regno Unito       | 4                 |
| Italia            | 4                 |
| Svezia            | 7                 |
| Belgio (Vallonia) | 9                 |
| Finlandia         | 16                |
| Svizzera          | 75                |

| Classifica di fine anno italiana (1999) | Posizione |
| --------------------------------------- | --------- |
| Classifica italiana                     | 55        |